# Primavera de Rondônia
Primavera de Rondônia è un comune del Brasile nello Stato di Rondônia, parte della mesoregione del Leste Rondoniense e della microregione di Vilhena.